# خوان فيلامايور
خوان فيلامايور (بالإسبانية: Juan Carlos Villamayor)‏ (مواليد 5 مارس 1969) هو لاعب كرة قدم. يلعب مع منتخب باراغواي لكرة القدم منذ عام 1993.

## وصلات خارجية
- خوان فيلامايور على موقع الاتحاد الدولي (مؤرشف)  (الإنجليزية)
- خوان فيلامايور على موقع رابطة كرة القدم اليابانية للمحترفين (اليابانية)
- خوان فيلامايور على موقع قاعدة بيانات كرة القدم.إي يو (الإنجليزية)
- خوان فيلامايور على موقع ناشيونال فوتبول تيمز (الإنجليزية)
- خوان فيلامايور على موقع Soccerway.com (الإنجليزية)
- خوان فيلامايور على موقع عالم كرة القدم.نت (الإنجليزية)
- National Football Teams